# Ferdinand Schrey

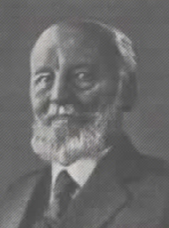
Ferdinand Schrey

Ferdinand Schrey (* 19. Juli 1850 in Elberfeld (heute Wuppertal); † 2. Oktober 1938 in Berlin) ist einer der Mitbegründer der Stenografie.

## Leben

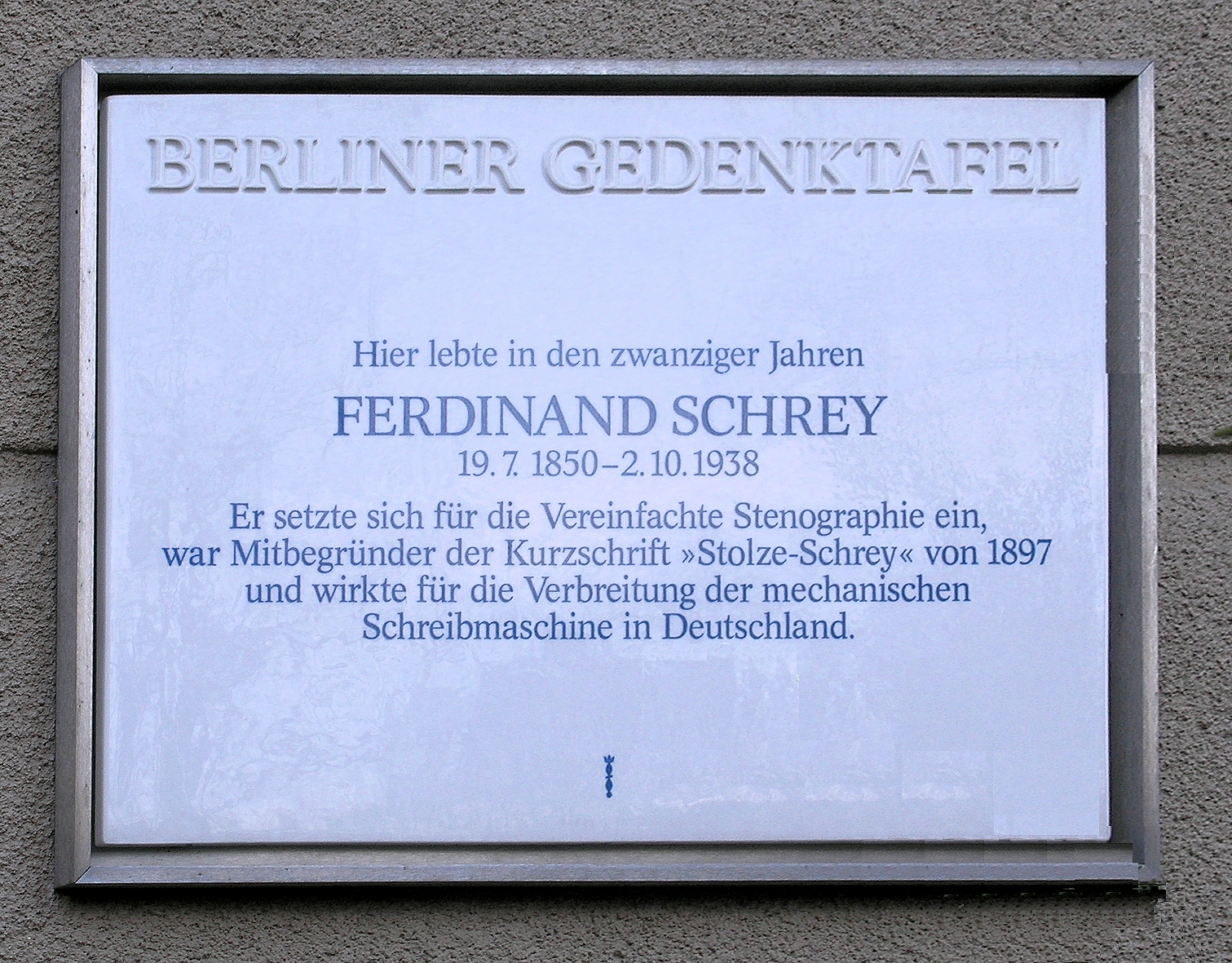
Gedenktafel am Haus Ehrenbergstraße 21, Berlin-Zehlendorf

Schrey absolvierte zunächst eine Banklehre, widmete sich jedoch zugleich Sprachstudien. Nach Abschluss der Lehre nahm er eine Stelle als Korrespondent für Englisch und Französisch an. Nach seiner Teilnahme am Deutsch-Französischen Krieg 1870/1871 nahm er eine Tätigkeit als kaufmännischer Angestellter in Barmen auf. Er wurde auch Teilhaber einer Knopffabrik.
1874 erlernte Schrey das stenografische System nach Franz Xaver Gabelsberger. Er veröffentlichte 1877 die so genannten „Solinger Thesen“. Hiermit sollte das System Gabelsberger in eine Korrespondenz- und eine Redeschrift aufgeteilt werden. Mit diesem Vorschlag konnte er sich jedoch nicht durchsetzen. Er entwickelte daher ein eigenes deutlich vereinfachtes System. 1887 erschien ein entsprechendes Lehrbuch. Aufgrund der leichten Erlernbarkeit setzte sich das System schnell durch.
1885 hatte Schrey die Agentur für die Hammond-Schreibmaschine übernommen und wurde Alleinvertreter dieser Firma. 1891 gründete er ein eigenes großes Schreibmaschinengeschäft in Berlin. Später gründete er einen stenografischen Verlag. Er richtete die erste Ausbildungsstätte für Stenotypistinnen ein. Die Wortschöpfung „Stenotypistin“ geht auf ihn zurück.

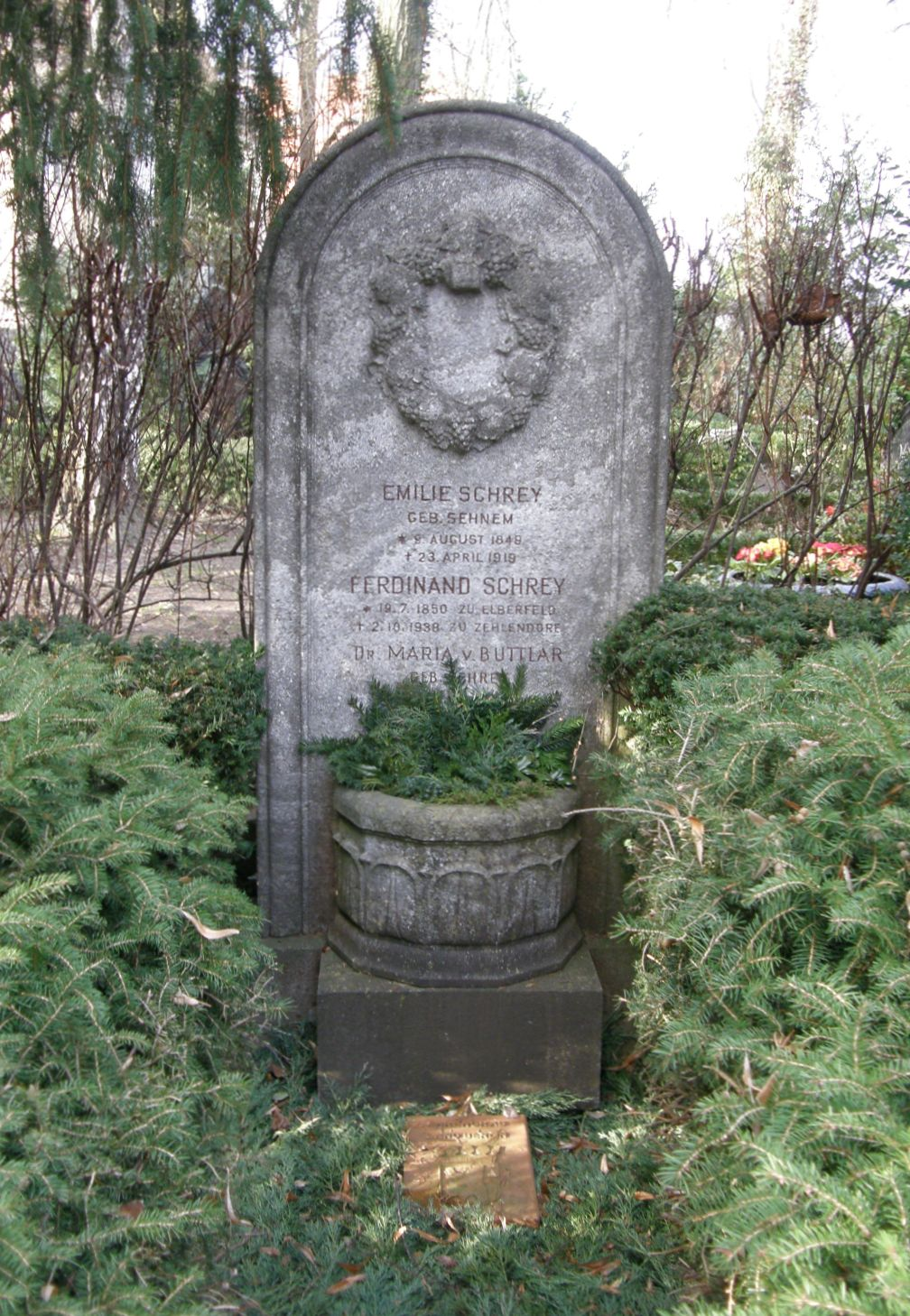
Grab Ferdinand Schreys auf dem Friedhof Dahlem

Mit dem System von Schrey konkurrierte das System von Wilhelm Stolze. Es kam zu Einigungsverhandlungen zwischen den Vertretern der Systeme, in deren Ergebnis am 9. August 1897 das Einigungssystem Stolze-Schrey in einer Systemurkunde festgelegt wurde. Das System betreibt eine reine Auslautvokalisation. Es fand eine weite Verbreitung, vor allem in Norddeutschland. In der deutschsprachigen Schweiz ist es auch heute noch das führende Stenografiesystem. In Deutschland und Österreich erfolgte 1924 die Einführung der Deutschen Einheitskurzschrift. Diese stellte einen Kompromiss zwischen den Systemen Stolze-Schrey und Gabelsberger dar.
Für die Quantitative Linguistik ist Schrey interessant, weil er noch vor dem berühmten Unternehmen von Friedrich Wilhelm Kaeding (1897/98) eine für damalige Verhältnisse umfangreiche Lautstatistik vorlegte.
Sein Grab befindet sich auf dem Berliner Friedhof Dahlem.

## Ehrungen
Im Kieler Stadtteil Wellingdorf wurde eine Straße nach Ferdinand Schrey benannt. Ebenfalls wurde in Magdeburg die Ferdinand-Schrey-Straße nach ihm benannt. Hier tragen auch zwei benachbarte Straßen (Faulmannstraße, Gabelsbergerstraße) die Namen von Persönlichkeiten, die sich um die Stenografie verdient gemacht haben. Eine Stolze-Schrey-Straße ist auch in dem Mainzer Stadtteil Gonsenheim zu finden.

## Werke
- Lehrbuch der Debattenschrift nach dem System der Vereinfachten deutschen Stenographie / von Ferdinand Schrey. – Berlin [u. a.]: Selbstverl. [u. a.], 1891.
  - Band 1: Diktatstenographie Digitalisierte Ausgabe der Universitäts- und Landesbibliothek Düsseldorf